# Brovst
Brovst ist eine Stadt mit 2664 Einwohnern (1. Januar 2023) in der norddänischen Jammerbugt Kommune im Brovst Sogn. Die Stadt befindet sich (Luftlinie) etwa 15 km südwestlich von Aabybro, 15,5 km östlich von Fjerritslev und 25 km westlich der Innenstadt der Großstadt Aalborg. Sie war bis Ende 2006 Verwaltungssitz der ehemaligen Brovst Kommune.

## Geschichte

### Entwicklung des Dorfes
Südlich des Bratskov Herregård  wurde im 13. Jh. die Brovst Kirke erbaut, um die sich das Straßendorf Brovst langsam entwickelte. 1664 gehörten die 20 Höfe und 11 Häuser des Ortes alle zum Gut Bratskov, ausgenommen das Pfarrhaus. 1840 hatte Brovst 340 Einwohner, von denen die meisten von Landwirtschaft lebten. Es gab eine Schule, einen Schmied und zwei Tischler. Bereits 1892 bekam der Ort ein eigenes Krankenhaus, da der Ort auf der Strecke zwischen Thisted und Aalborg eine sehr günstige Lage innehatte.

### Bahnstation
1897 wurde in Brovst ein Bahnhof gebaut, im März desselben Jahres wurde die Bahnstrecke Nørresundby–Fjerritslev eröffnet. Industrie siedelte sich in dem Ort an, es gab eine Schule und mehrere Fabriken wie eine Zementgießerei (gegründet 1910) und eine Möbelfabrik (gegründet 1914). Ein neues Krankenhaus wurde 1924 gebaut und der Ort wurde stetig erweitert.
1969 wurde die Bahnstrecke stillgelegt. Das Bahnhofsgebäude wurde abgerissen.
1970 hatte Brovst 2185 Einwohner. 1973 wurde der Brovst Speedway Club zusammen mit Hans Nielsen, einem mehrfachen Weltmeister im Speedway aus dem nahe gelegenen Ort Arentsminde, eröffnet.

## Sehenswürdigkeiten
Die ungefähr 920 Jahre alte Brovst Kirke befindet sich im Süden der Stadt, die Zionkirken, wie auch die Brovst Baptistkirke liegen im Zentrum von Brovst.
Ein Wiedervereinigungsstein (dän. genforeningssten) von 1921, der an die Wiedervereinigung Nordschleswigs mit Dänemark 1920 erinnert, befindet sich im Norden der Stadt.
Das Herrenhaus bzw. Gut Bratskov (Herregården Bratskov) wurde erstmals 1307 erwähnt, es liegt im nördlichen Teil von Brovst.

## Bekannte Bürger
- Nicolaj Ritter  (* 1992), dänischer Fußballspieler[11]

## Galerie

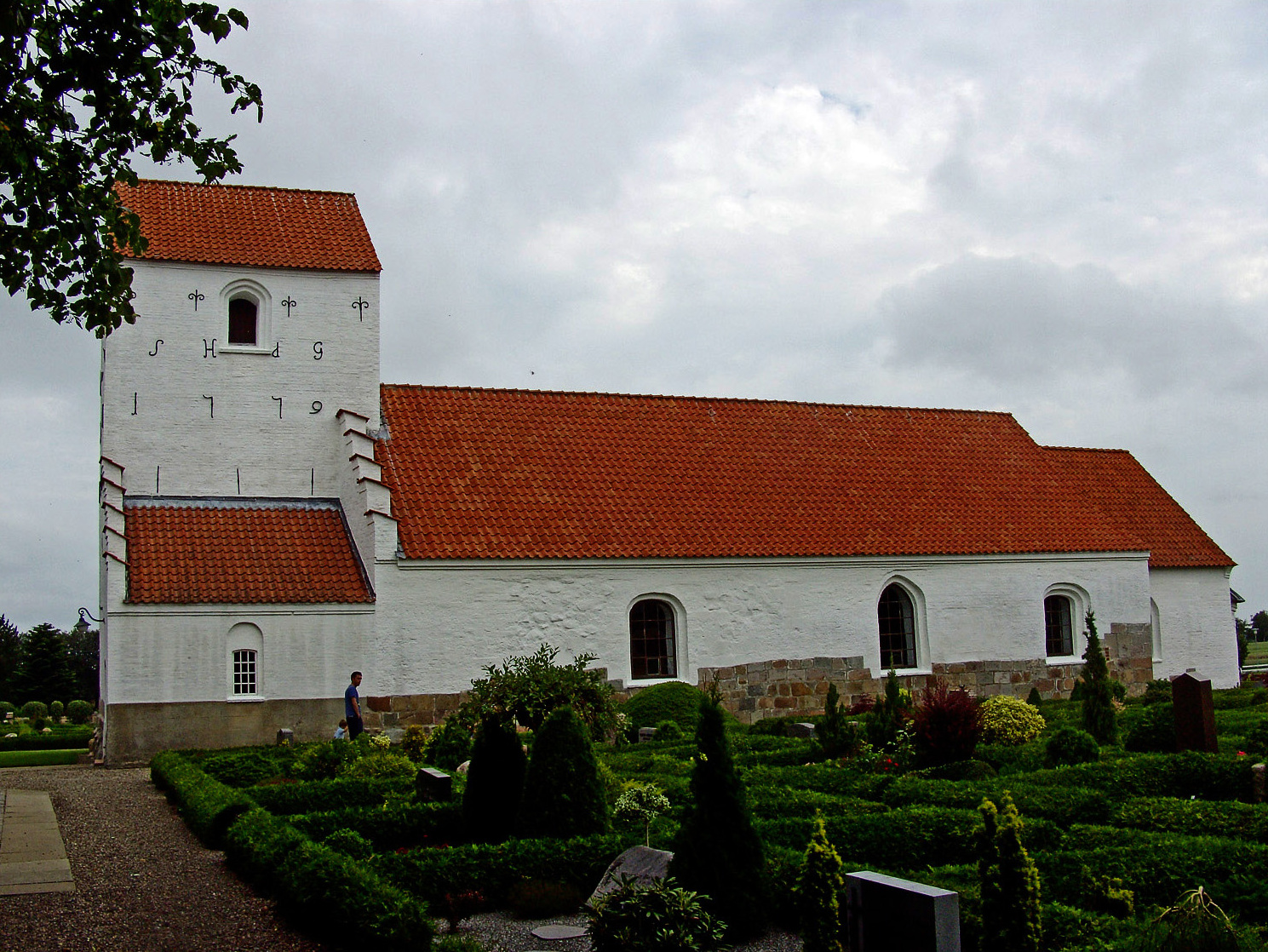
Brovst Kirke
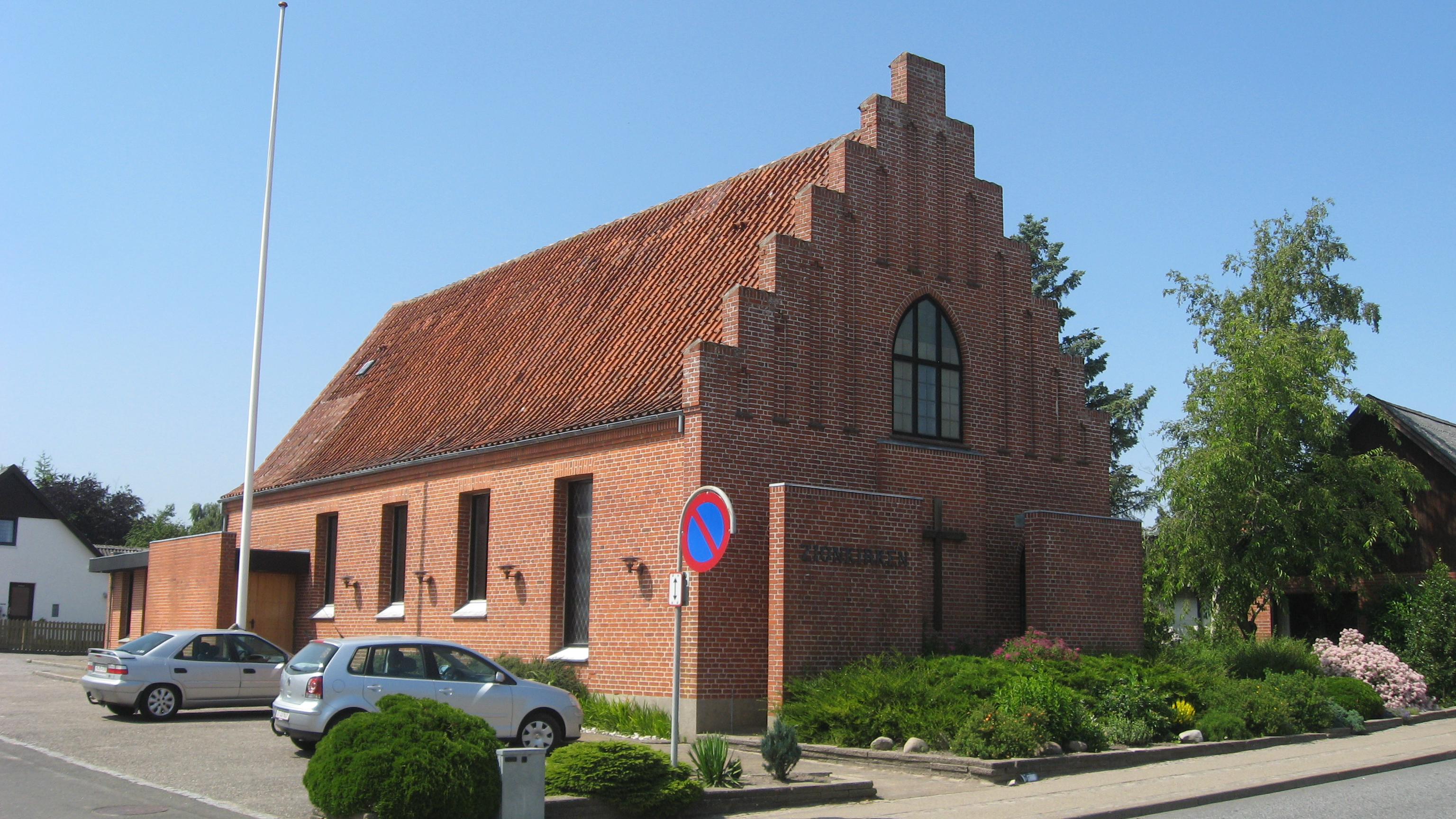
Zionkirken
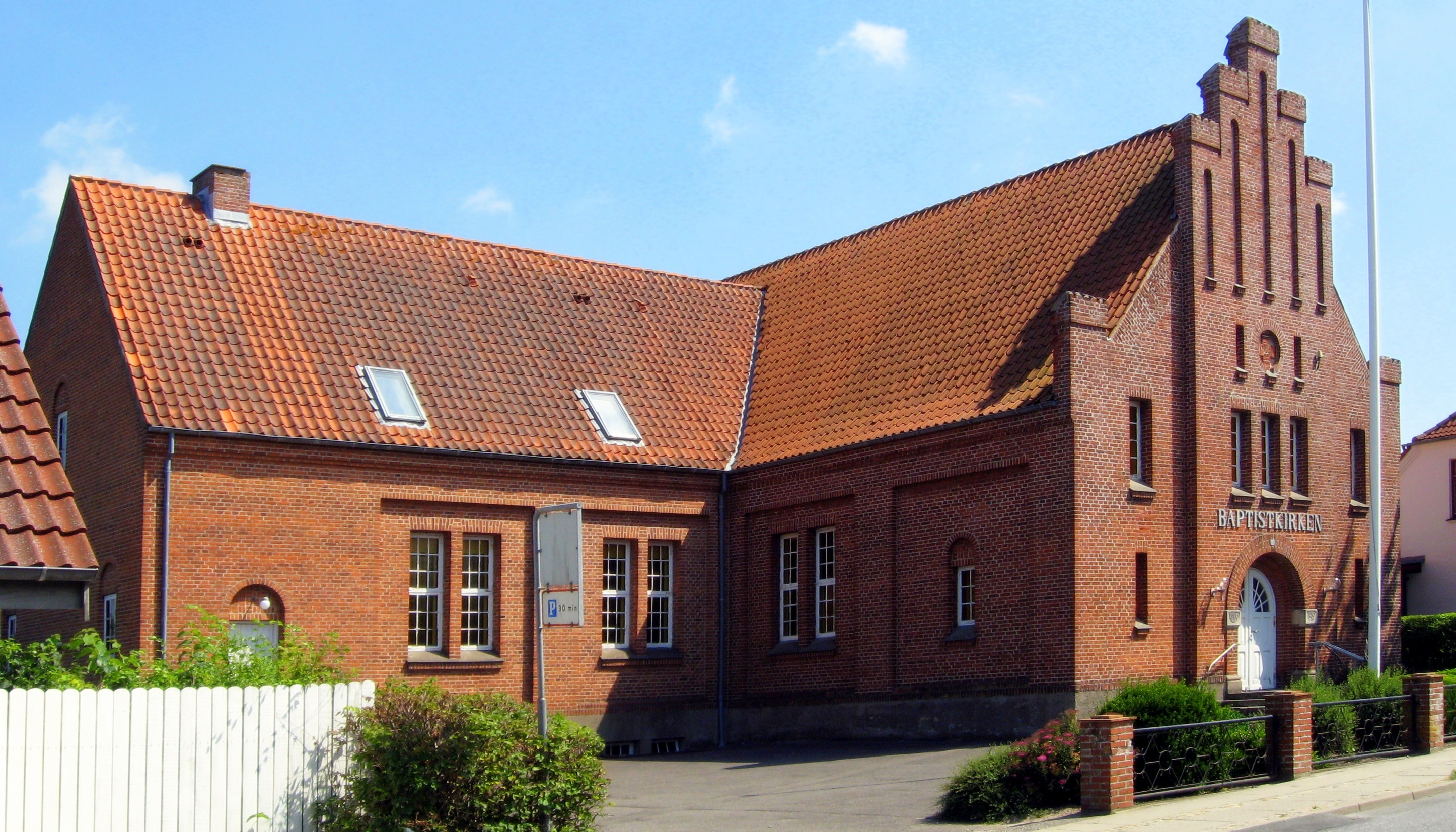
Brovst Baptistkirke
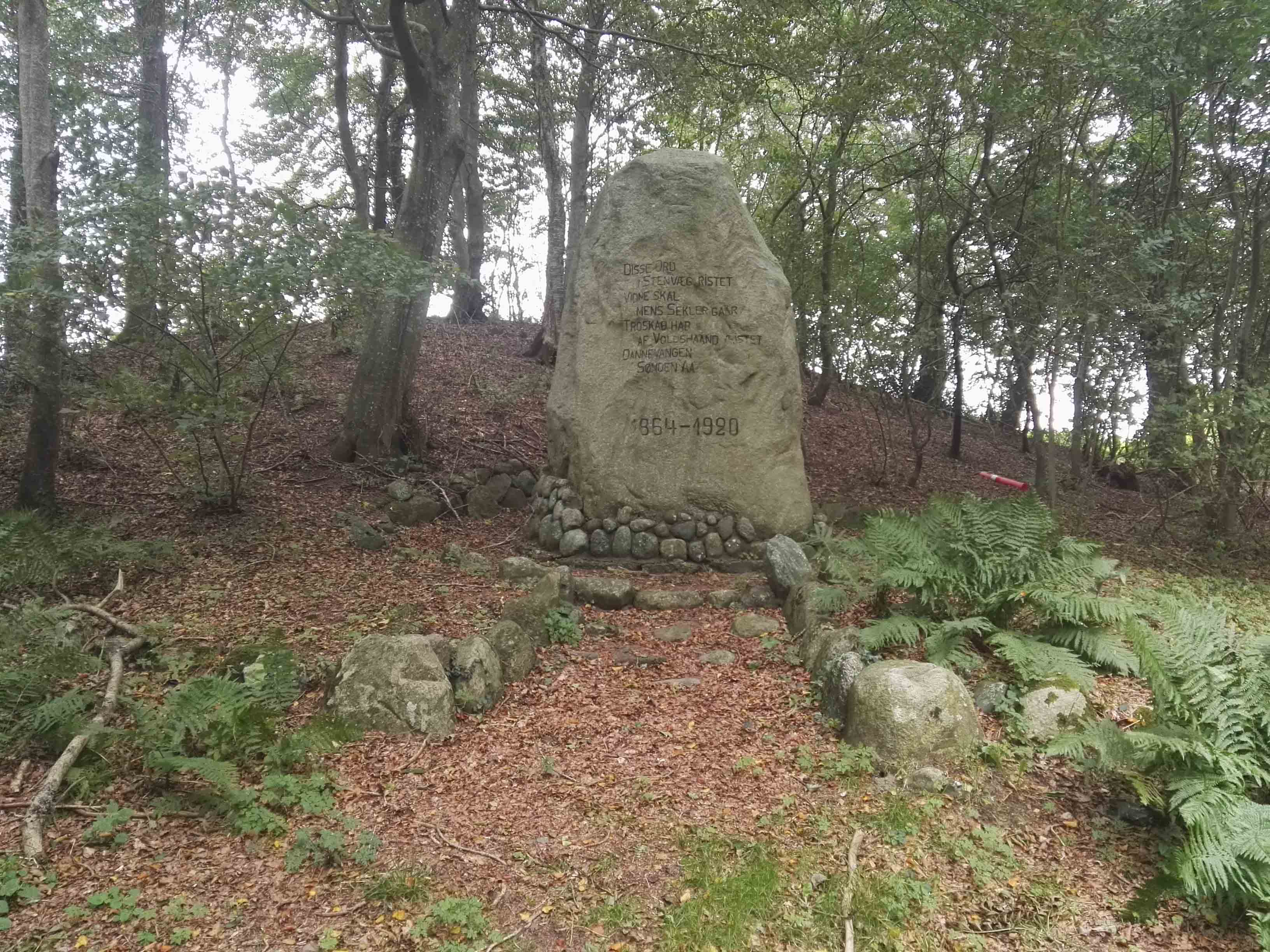
Wiedervereinigungsstein in Brovst
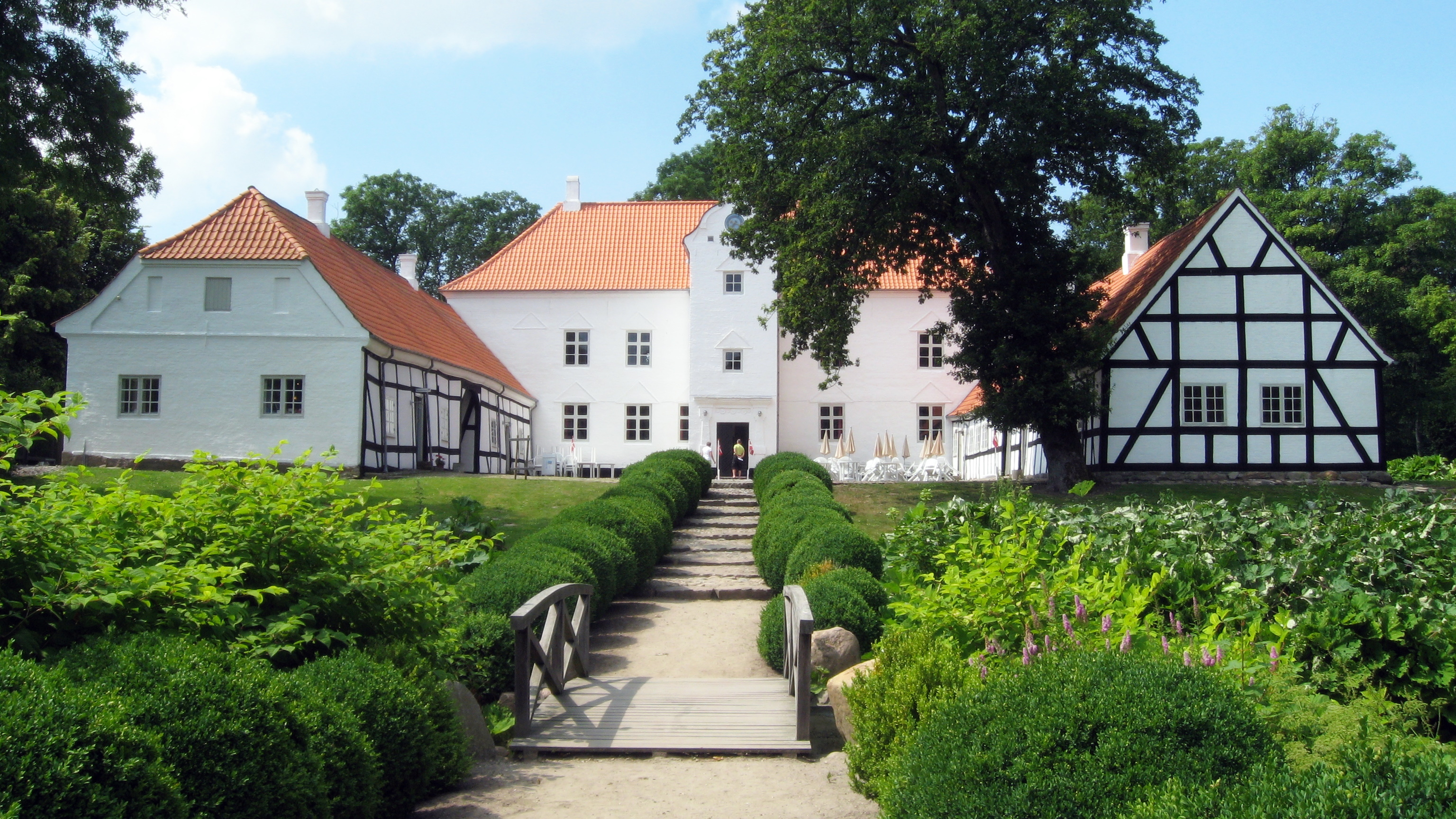
Herrenhaus Bratskov
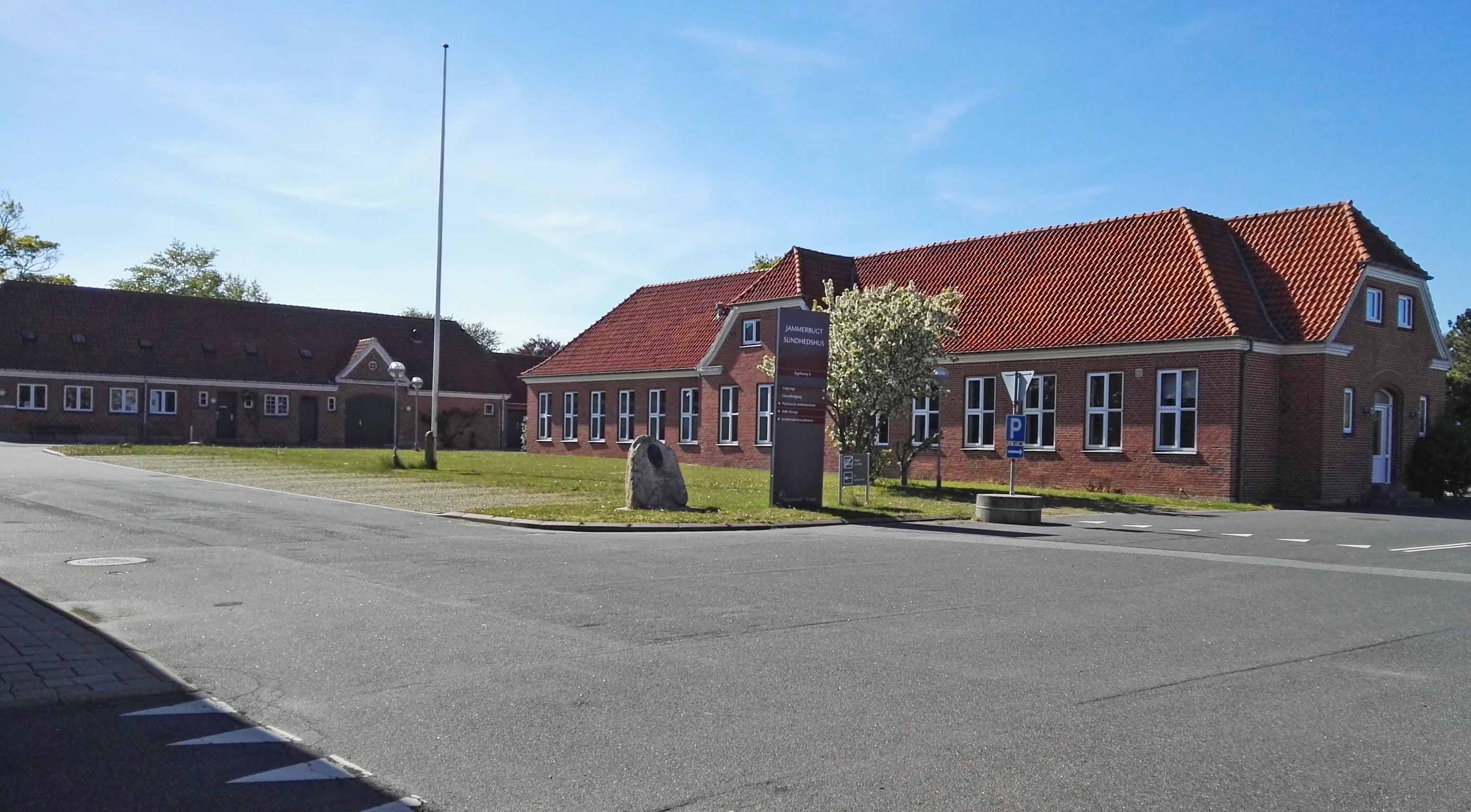
Brovst Sygehus (Krankenhaus)
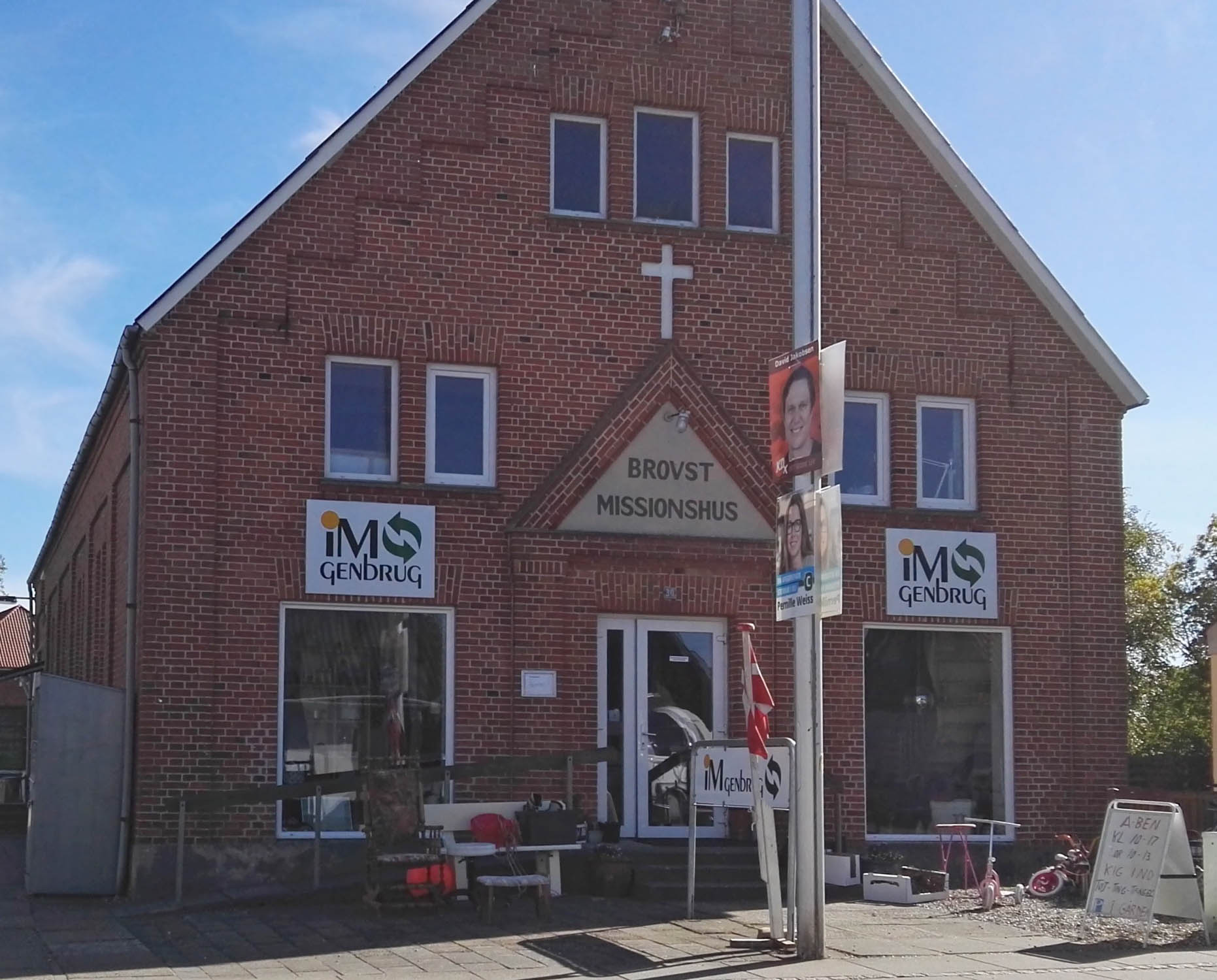
Brovst Missionshus
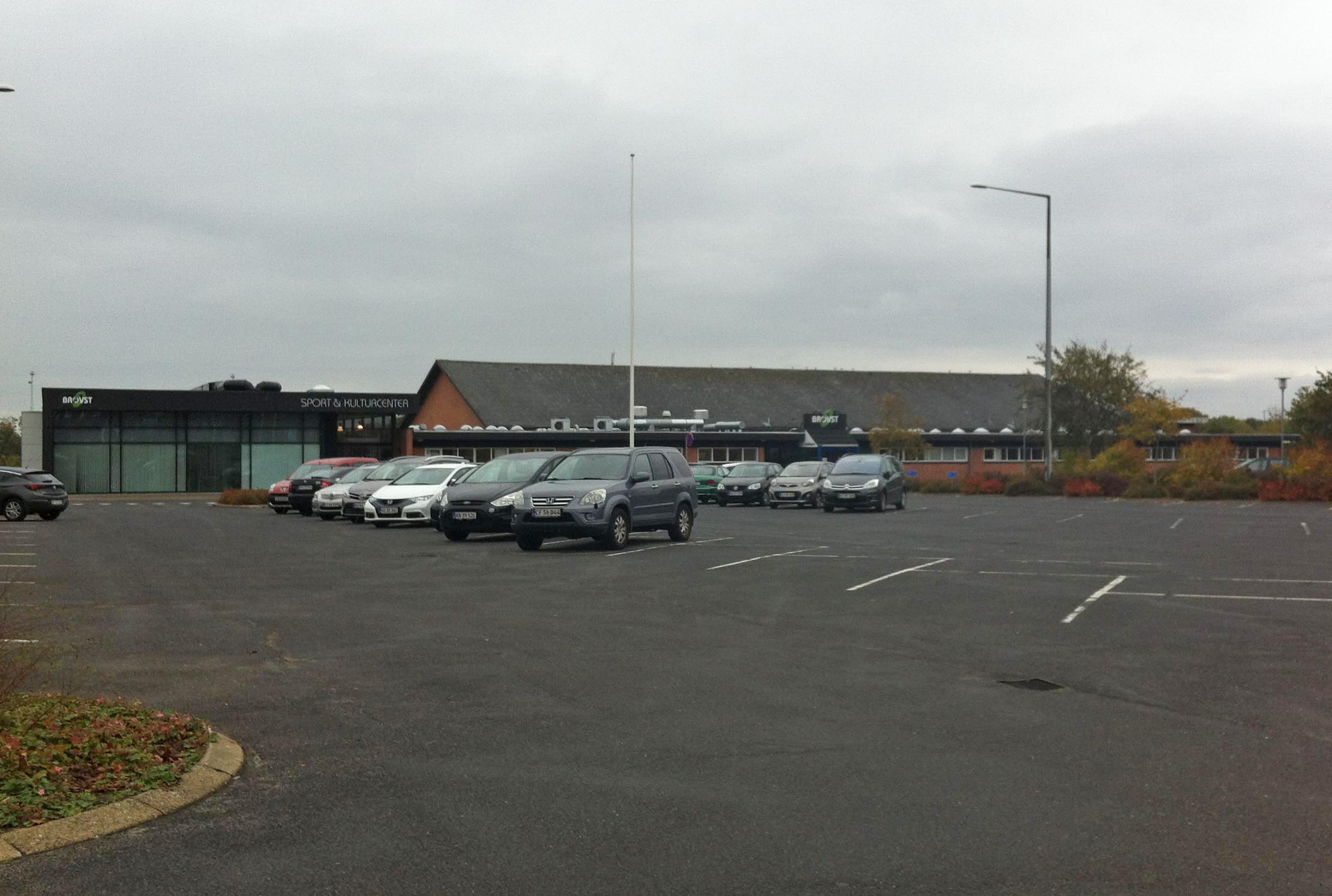
Kulturzentrum
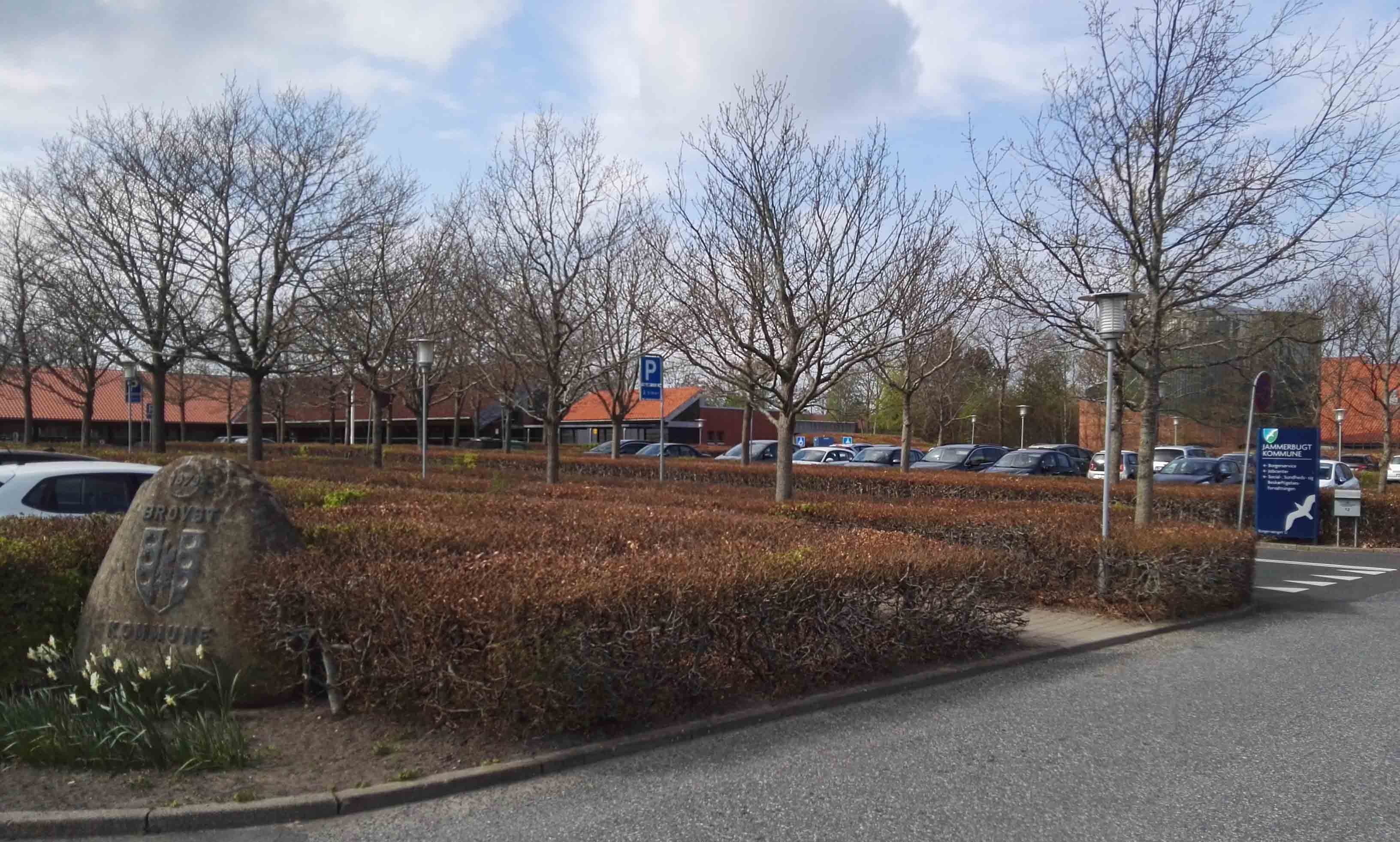
Rathaus
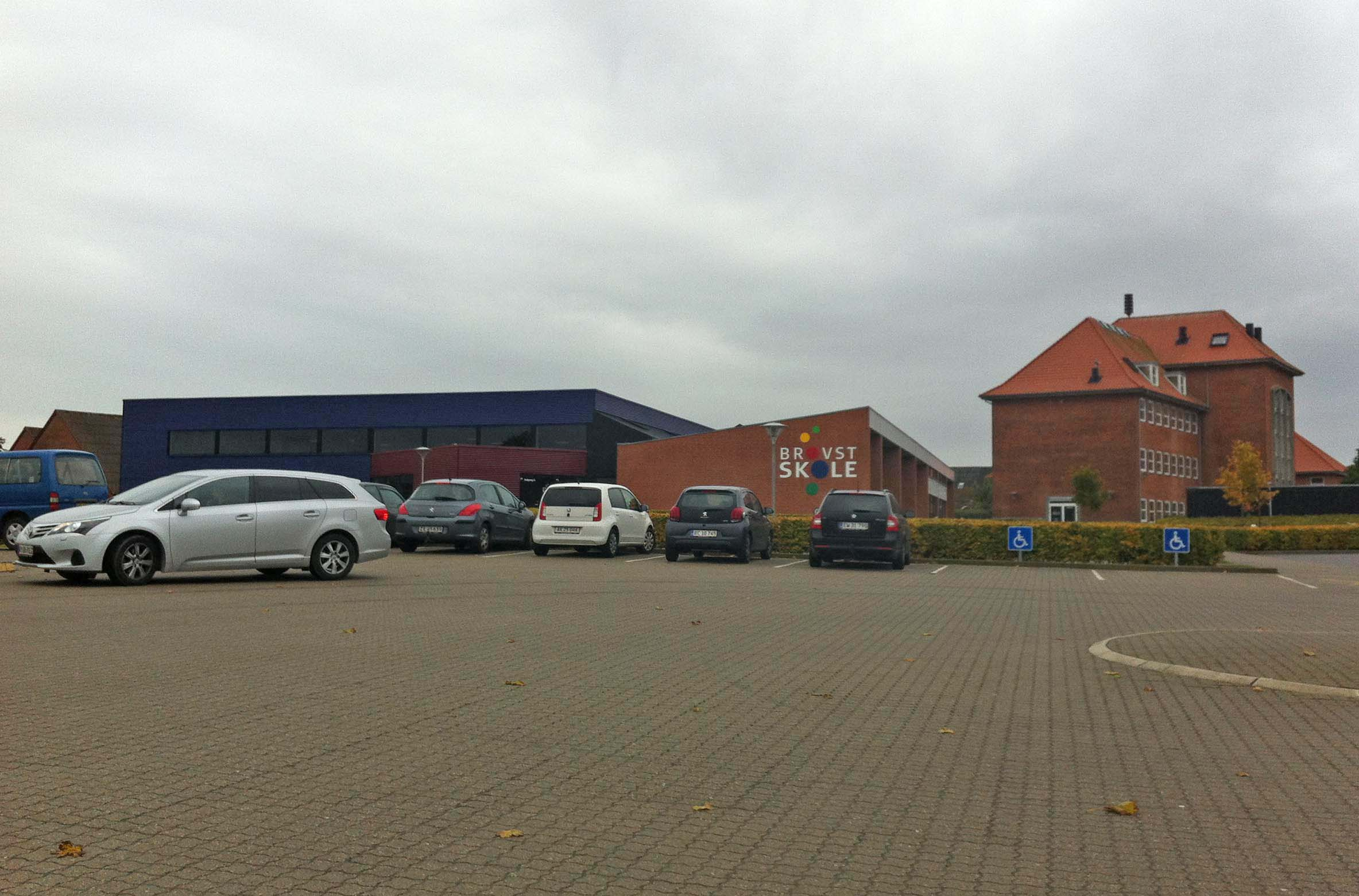
Brovst Skole